# Waiaua (fleuve de la baie de l'Abondance)

Le fleuve Waiaua  (en anglais : Waiaua River ) est un cours d’eau de la région de la  Bay of Plenty  de l’Île du Nord.de la Nouvelle-Zélande. 

## Geographie
Il s’écoule généralement vers le  nord-ouest pour atteindre l’extrémité est de la  Bay of Plenty 10 km à l’est de Opotiki.
(en) Land Information New Zealand, « détail emplacement: Waiaua (fleuve de la baie de l'Abondance) », sur New Zealand Gazetteer